# Nicolás Pérez Serrano
Nicolás Pérez Serrano (Ceuta, 21 de maig de 1890 - Madrid, 17 de febrer de 1961) fou un jurista espanyol, acadèmic de la Reial Acadèmia de Ciències Morals i Polítiques.

## Biografia
El 1896 se'n va anar a viure a Granada, on va estudiar. El 1912 es va llicenciar en dret i filosofia i lletres a la Universitat de Granada, s'hi va doctorar en dret el 1914. El 1912 obté plaça d'auxiliar al Congrés dels Diputats, el 1917 es col·legia com a advocat a Madrid i treballà al despatx de Leopoldo Matos y Massieu. El 1921 va esdevenir professor de la Universitat Central de Madrid, on el 1932 obté la càtedra de dret polític comparat.
Després de la Proclamació de la Segona República Espanyola el 1931, com a lletrat del Congrés, participa en la redacció de la Constitució de 1931 i el Reglament del Congrés de 1934. De 1932 a 1936 fou director de la Revista de Derecho Público. Durant la guerra civil espanyola va romandre a Madrid, i va gestionar el testament de Maria Cristina d'Habsburg-Lorena, raó per la qual de 1939 a 1945 va patir un procés de depuració. Va exercir com a preceptor de dret polític del futur rei Joan Carles I d'Espanya.
De 1940 a 1961 va dedicar-se a l'advocacia, gestionant els testaments, entre d'altres, de Ramón María del Valle-Inclán i de Francesc Cambó. El 1945 va ingressar en la Reial Acadèmia de Ciències Morals i Polítiques i el 1948 en la Reial Acadèmia de Jurisprudència i Legislació. El 1960 va rebre la Gran Creu de l'Orde d'Isabel la Catòlica.

## Obres
- Tratado de derecho público (1976)